# الیزابت کارلسن
الیزابت کارلسن (انگلیسی: Elizabeth Karlsen؛ زادهٔ ۱۹۶۰ (۶۴–۶۵ سال)) تهیه‌کننده فیلم و اهالی کسب‌وکار اهل ایالات متحده آمریکا است. وی از سال ۱۹۸۶ میلادی تا کنون مشغول فعالیت بوده‌است.

## تهیه‌کننده‌گی
- بازی گریه (۱۹۹۲)
- کتاب مقدس نئونی (۱۹۹۵)
- لیتل ویس (۱۹۹۸)
- شصت و شش (۲۰۰۶)
- پاداش پریر (۲۰۰۹)
- بچه‌های نیمه‌شب (۲۰۱۲)
- بیزانتیوم (۲۰۱۲)
- آرزوهای بزرگ (۲۰۱۲)
- کفتار (۲۰۱۴)
- جوانی (۲۰۱۵)
- کارول (۲۰۱۵)
- کولت (۲۰۱۸)